# Porte de Palmas
La Porte de Palmas (en castillan Puerta de Palmas) est une porte monumentale, vestige de la muraille qui entourait la ville de Badajoz, en Estrémadure (Espagne), et située en face du pont de Palmas. La fin de sa construction date de 1551. C'est un des monuments les plus représentatifs de la ville.

## Description
Elle est composée d'un arc commémoratif et de deux tours cylindriques d'aspect massif. Sur sa façade extérieure, l'arc est orné des armes de Charles Quint. Dans sa façade intérieure se situe une chapelle dédiée à Notre Dame des Anges (Nuestra Señora de los Ángeles).
La Porte de Palmas, comme d'autres portes similaires, a non seulement une fonction défensive et de contrôle du passage mais aussi une fonction symbolique d'arc de triomphe en l'honneur des souverains et des rois de l'époque et, suivant le style de la Renaissance, imite les arcs de triomphe de la civilisation romaine.

## Histoire
Sa construction a été achevée en 1551. Cette porte est l'un des rares vestiges d'une ville fortifiée qui avait besoin de ses remparts pour se défendre au cours des siècles passés. La muraille attachée à la Porte avait un caractère très important en termes de rivalité avec le royaume voisin du Portugal, et bien qu'il y ait eu quelques périodes de stabilisation des relations entre celui-ci et la monarchie hispanique, au XVIIe siècle, avec le soulèvement du Portugal et sa nouvelle indépendance (1668), de nombreuses opérations militaires ont été menées à Badajoz. Ces événements ont suscité un regain d'intérêt pour la construction et la rénovation de cette muraille. Le nouveau système défensif a respecté la Porte de Palmas, la laissant intacte, bien que les douves inondées aient été supprimées.
Au XVIIe siècle, une autre porte a été ouverte en face du pont de l'Autonomía, près de la chapelle des Pajaritos et a changé de nom, passant de Porte Neuve à Porte de Palmas.
Les fonctions de la Porte de Palmas ont changé au fil du temps : elle a servi de tour de guet, de lieu d'hébergement ou même de prison. Les tours ont servi de prison royale jusqu'à la fin du XIXe siècle. Pendant longtemps, elle a également servi de point d'accès fortifié à la ville, puis de point de contrôle pour les douanes et les impôts.
En 1933, la démolition de certaines parties des remparts qui accompagnaient la Porte de Palmas a été approuvée pour permettre la croissance naturelle de la ville de Badajoz, bien que cette démolition n'ait touché que la muraille entre l'ancien bastion de San Juan et le bastion de Santiago. De cette façon, la Porte de Palmas est restée au milieu de la ville, à la tête du Pont de Palmas, qui lui donne son nom, et a définitivement perdu sa fonction militaire.

## Galerie

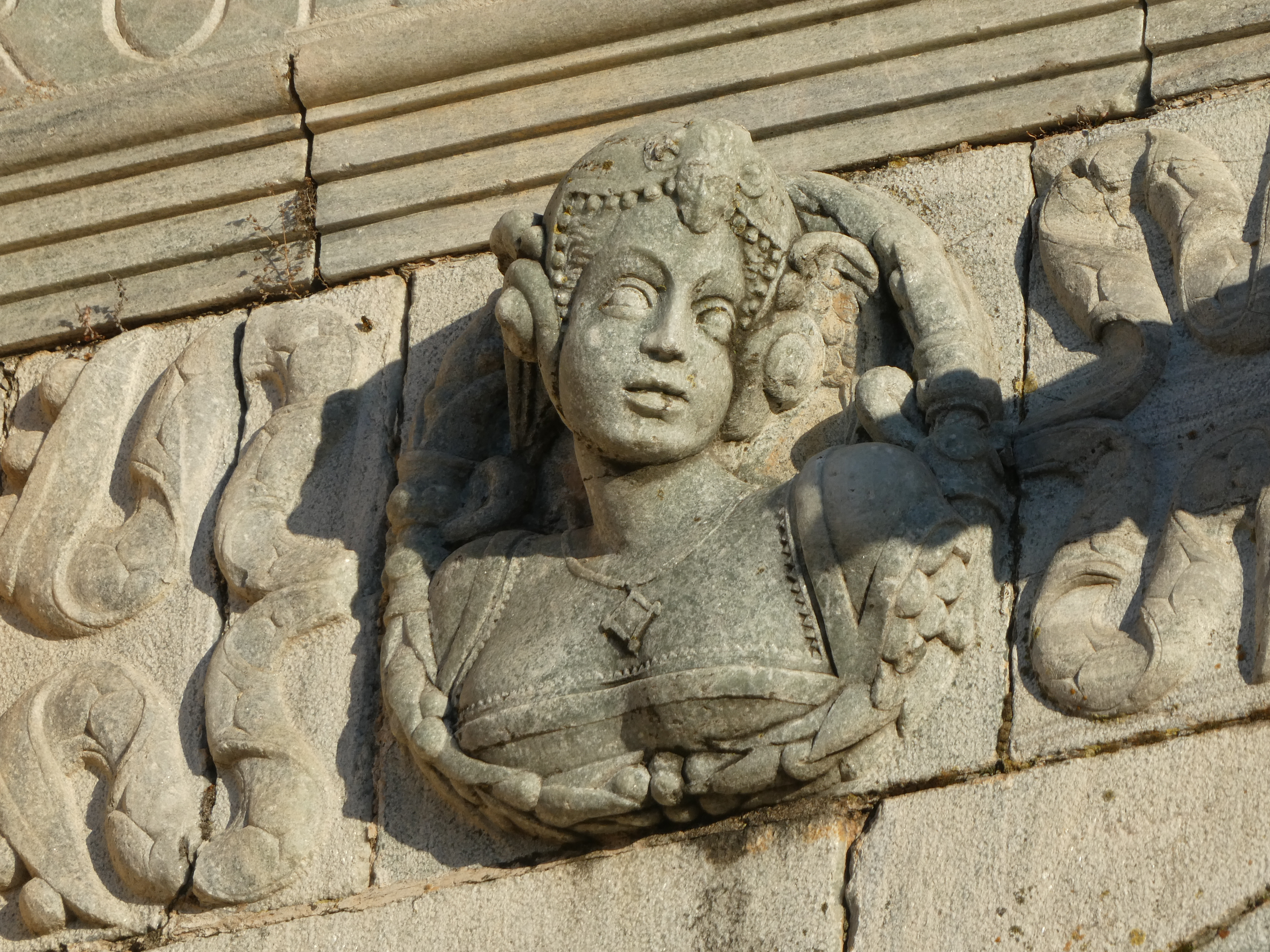
Médaillon sur la Puerta de Palmas. Représente peut-être Isabelle de Portugal, épouse du roi Charles Ier d'Espagne.
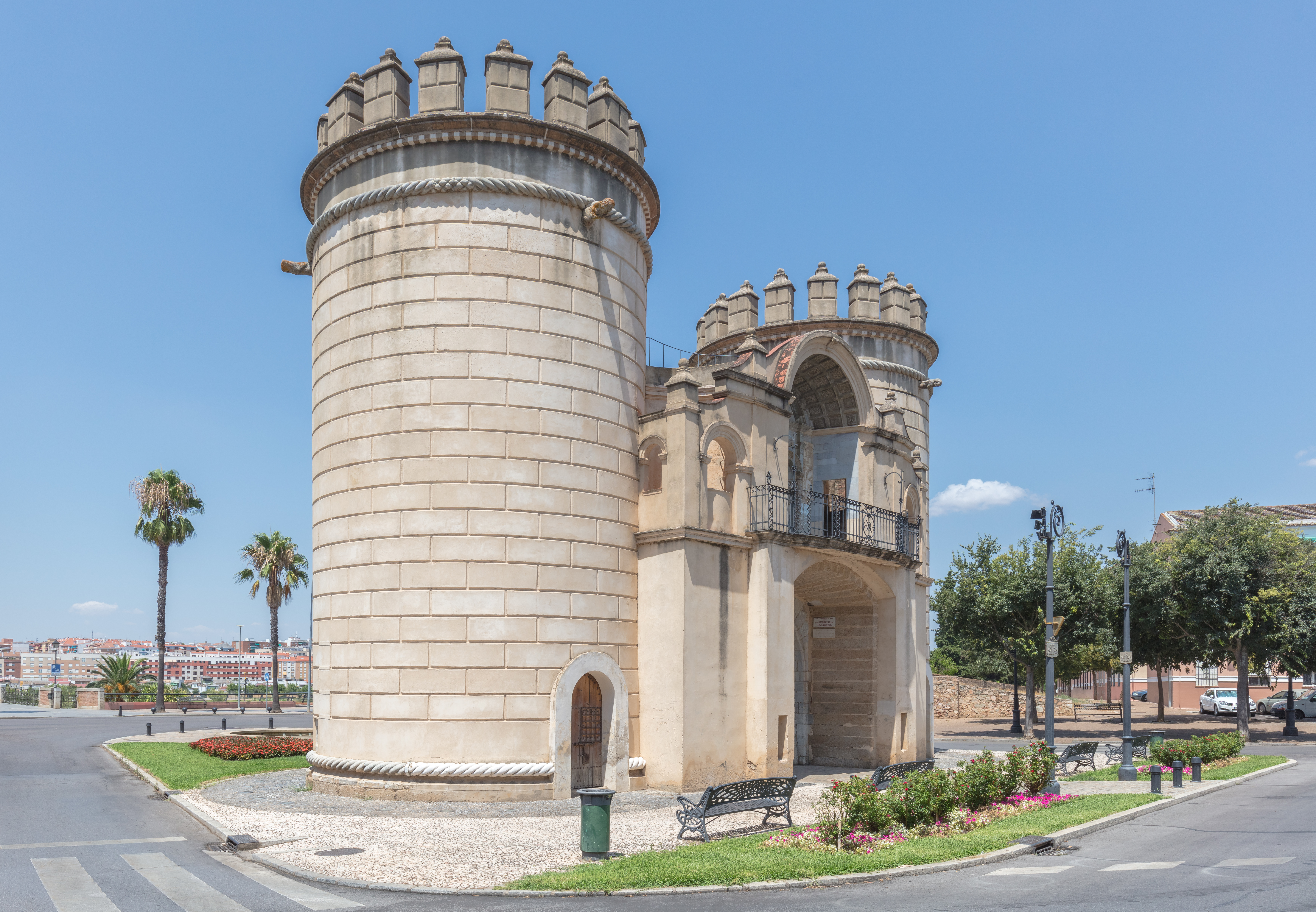
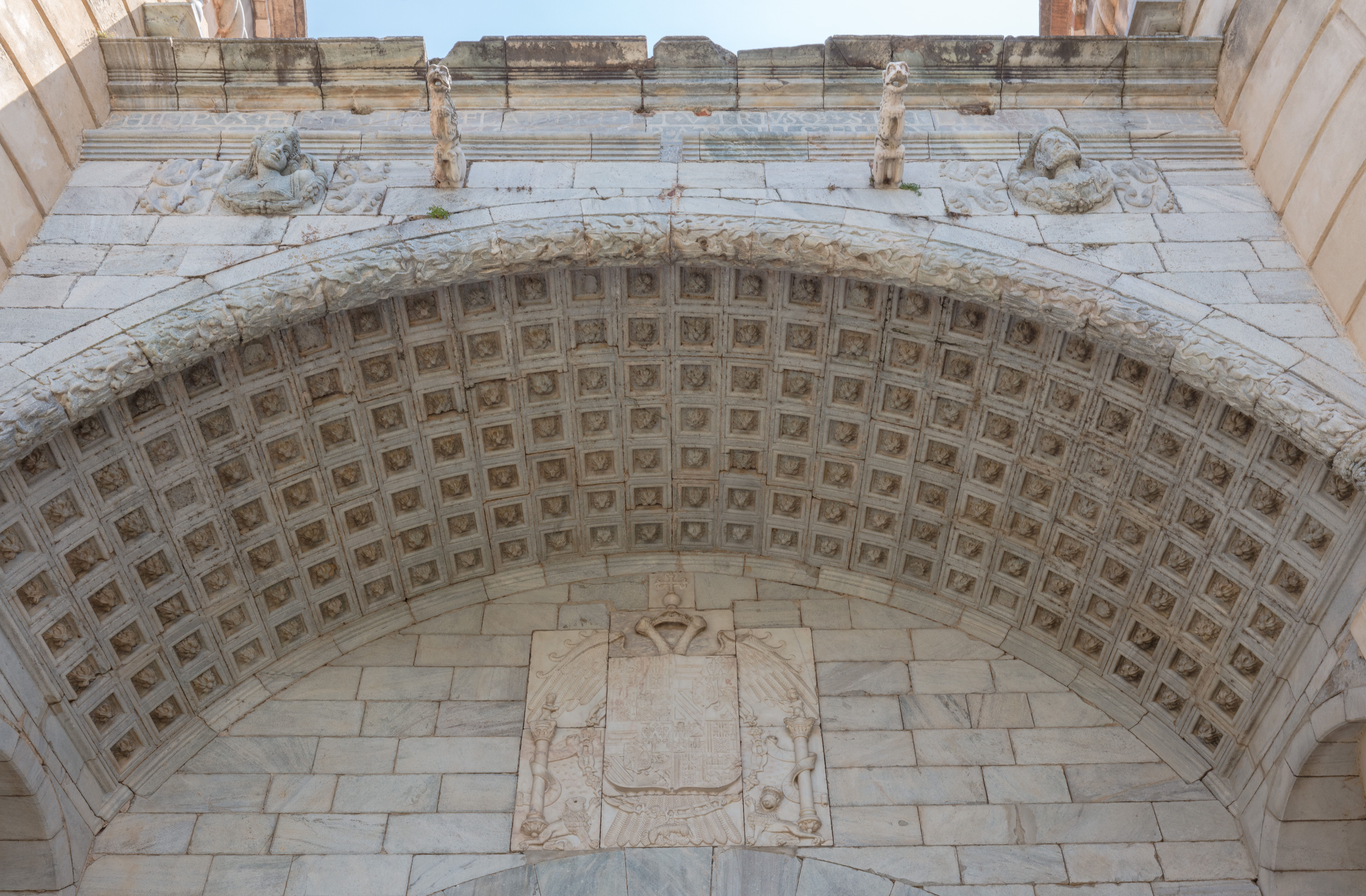
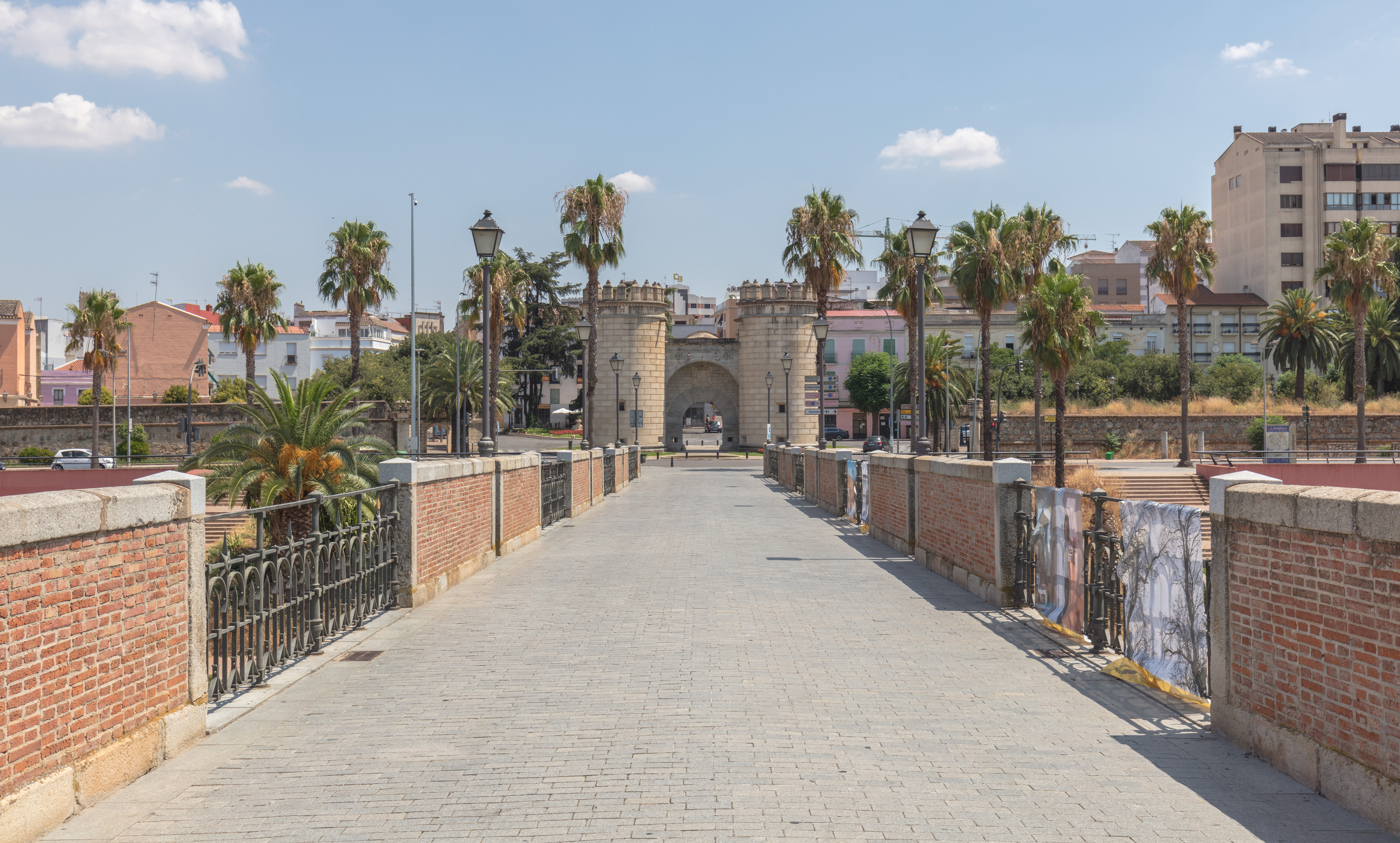

### Source
- (es) Cet article est partiellement ou en totalité issu de l’article de Wikipédia en espagnol intitulé « Puerta de Palmas » (voir la liste des auteurs).